# Chloroperla brachyptera
Chloroperla brachyptera is een steenvlieg uit de familie groene steenvliegen (Chloroperlidae). De wetenschappelijke naam van de soort is voor het eerst geldig gepubliceerd in 1926 door Schoenemund.